# Order Domowy Korony Brunei
Order Domowy Korony Brunei (malajski Darjah Kerabat Mahkota Brunei) – odznaczenie państwa Brunei, ustanowione 15 sierpnia 1982 przez sułtana Hassanala Bolkiaha.
Nadawane w jednej klasie. Osobom nagrodzonym orderem przysługuje prawo do zapisu DKMB po nazwisku.

## Niektórzy odznaczeni
- Hassanal Bolkiah, sułtan Brunei od 1967 (ex officio, 15 sierpnia 1982)[5]
- Kabus ibn-Said, sułtan Omanu od 1970 (15 grudnia 1984)[6]
- Husajn ibn Talal, król Jordanii 1961-1999 (1984)[7]
- Tuanku Jaafar ibni Almarhum Tuanku Abdul Rahman, Yang di-Pertuan Agong Malezji 1994-1999 (10 września 1996)[8]
- Tuanku Syed Sirajuddin ibni Almarhum Tuanku Syed Putra Jamalullail, Yang di-Pertuan Agong Malezji 2001-2006
- Tuanku Mizan Zainal Abidin ibni al-Marhum Sultan Mahmud, Yang di-Pertuan Agong Malezji (2006-2011)
- Norodom Sihanouk, król Kambodży 1941-1955 i 1993-2004[9]
- Abd Allah II ibn Husajn, król Jordanii od 1999 (13 maja 2008)